# Chiesa di San Giovanni Battista (Ferrara)

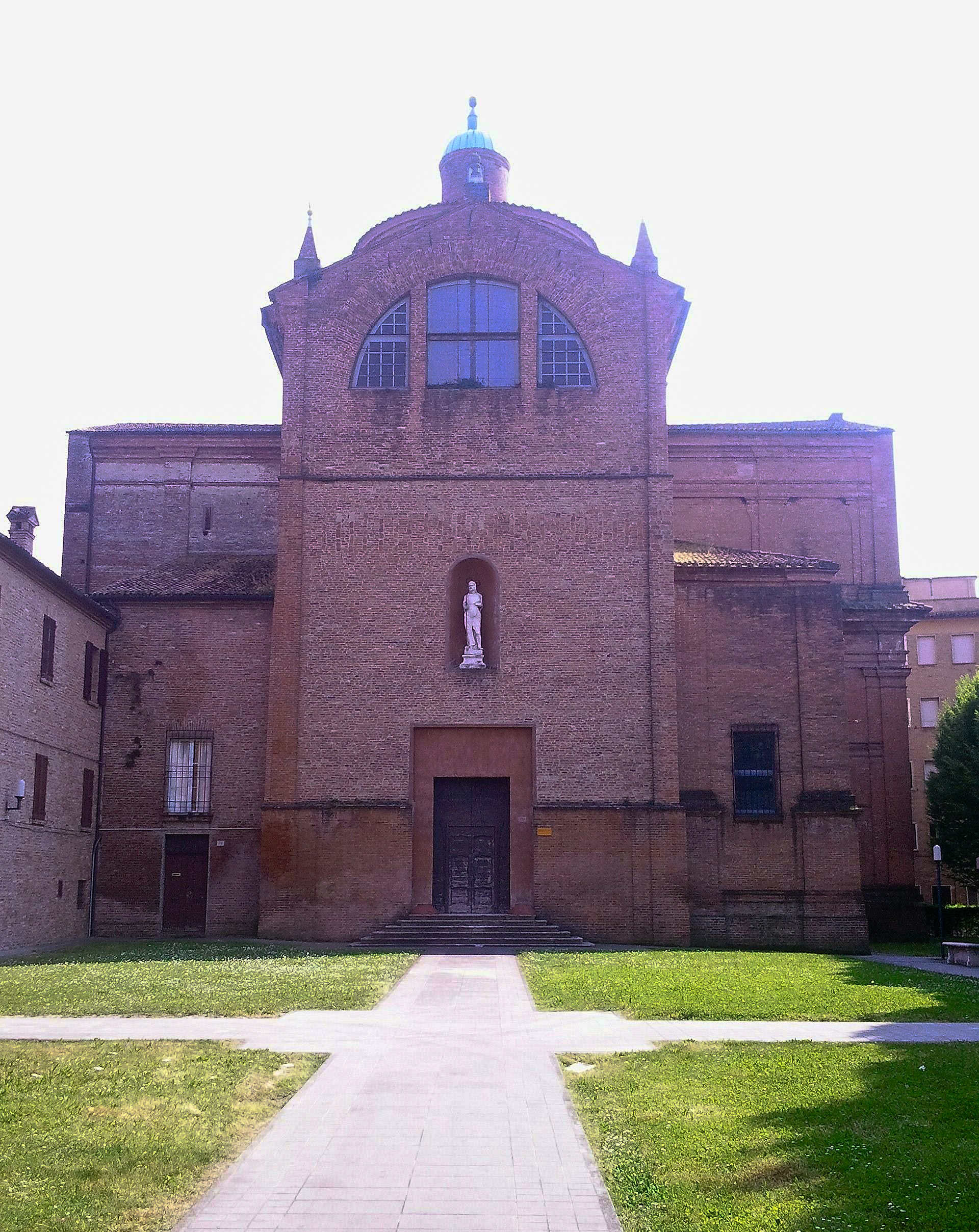
Johannes de Doperkerk in Ferrara

De Chiesi di San Giovanni Battista of Johannes de Doperkerk bevindt zich in Ferrara (Italië) en dateert van de 16e eeuw.

## Historiek
In 1505 startte Ercole I d'Este, hertog van Ferrara, Modena en Reggio, de bouw van de Sint-Jan-de-Doperkerk. Het maakte deel uit van een groot hertogelijk bouwplan in het centrum van Ferrara. De kerk diende voor de congregatie van Santa Maria Frisonari, die destijds gehuisvest was op een eilandje in de Po di Volano, een zijrivier van de Po, nabij Ferrara. In 1570 stortte de kerk deels in ten gevolge van een aardbeving. De congregatie bouwde de kerk op, doch op een kleinere schaal dan voorheen omwille van financiële tekorten.
Van 1826 tot 1834 zetelde de Souvereine Ridderorde van Malta er. Later in de 19e eeuw fungeerde de kerk als een parochiekerk van Ferrara. Van 1900 tot 1938 was de kerk gesloten wegens restauratie; dit was ook het geval van 1954 tot 2012, zodat de kerk in de vergetelheid geraakte. In 2012 heropende de orde der franciscanen de kerk.